# Mongolestes
Mongolestes is een geslacht van uitgestorven carnivore hoefdieren uit de familie Mesonychidae van de orde Mesonychia dat tijdens het Laat-Eoceen en Vroeg-Oligoceen in oostelijk Azië leefde.

## Fossiele vondsten
Fossielen van Mongolestes zijn gevonden in de regio Binnen-Mongolië van de Volksrepubliek China. Mongolestes was het laatste overlevende geslacht uit de Mesonychia en stierf ongeveer 32 miljoen jaar geleden uit.

## Kenmerken
Mongolestes had het formaat van een beer.